# Noemi Cantele
Noami Cantele (Varese, 17 de julio de 1981) es una ciclista profesional italiana. Debutó como profesional en 2002. Destaca como clasicómana, de hecho casi todas sus victorias o puestos destacados los ha conseguido en etapas o carreras de un día incluyendo medallas en Mundiales en Ruta y victorias en Campeonatos de Italia. Ha participado en los Juegos Olímpicos de Atenas 2004, Juegos Olímpicos de Pekín 2008 (ambas en la prueba en ruta) y en los Juegos Olímpicos de Londres 2012 (tanto en la prueba contrarreloj como en ruta) siendo su mejor resultado el 13.º de Atenas.

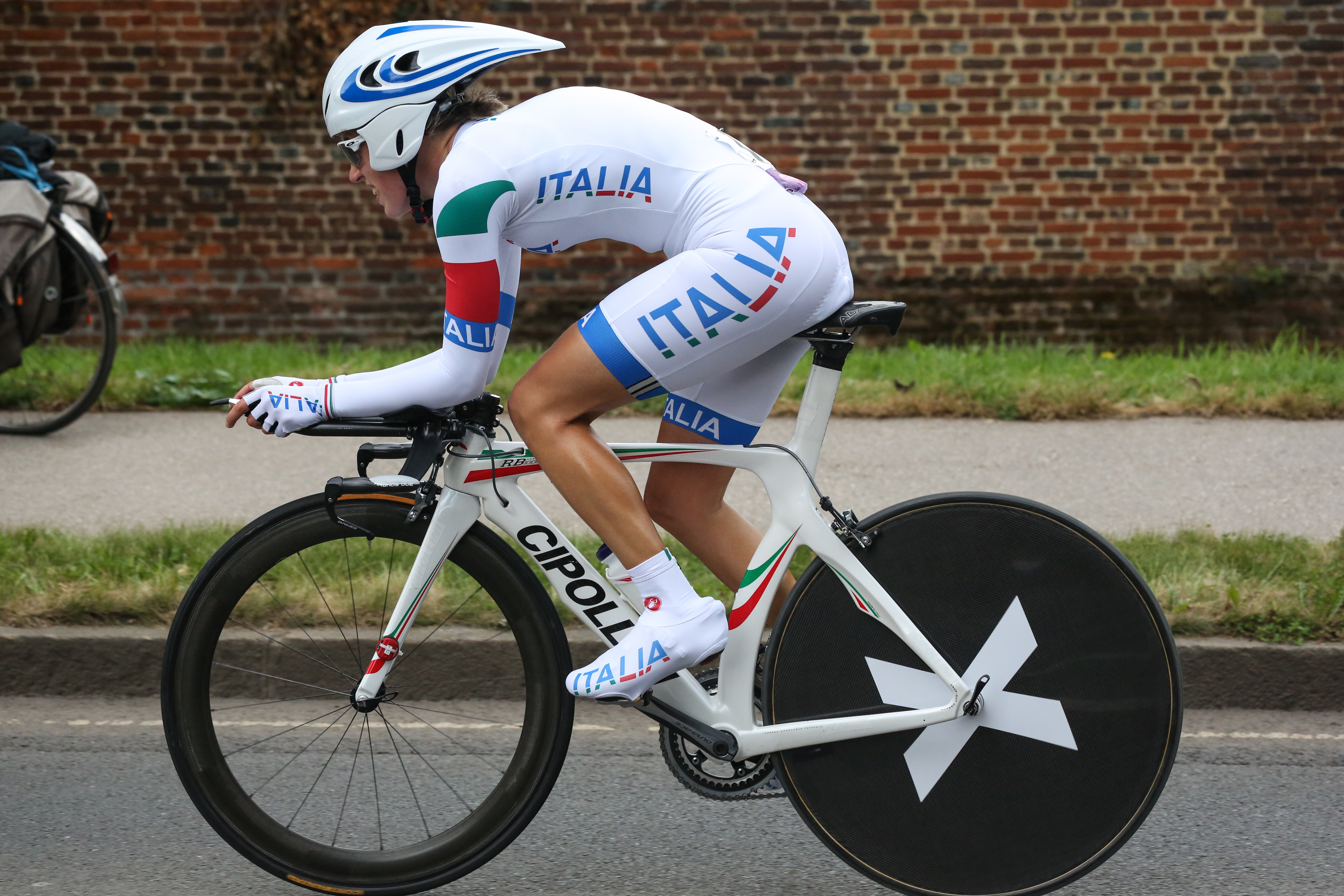
Cantele, en la Contrarreloj de los Juegos Olímpicos de Londres 2012 donde fue 22ª.

## Palmarés
2000
- Tour de Berna Femenino

2005
- Gran Premio de Plouay

2006
- 1 etapa de La Route de France Féminine
- 2 etapas del Giro della Toscana Int. Femminile-Memorial Michela Fanini

2007
- Trophée d'Or Féminin, más 1 etapa
- Gran Premio de Plouay
- Giro della Toscana Int. Femminile-Memorial Michela Fanini, más 1 etapa

2008
- Trofeo Costa Etrusca: G. P. Comuni Castellina Marittima-Santa Luce
- 1 etapa del Tour de Turingia femenino

2009
- Giro del Lago Maggiore
- Durango-Durango Emakumeen Saria
- Campeonato de Italia Contrarreloj
- 1 etapa del Giro de Italia Femenino
- 2.ª en el Campeonato Mundial Contrarreloj
- 3.ª en el Campeonato Mundial en Ruta

2010
- 1 etapa del Giro della Toscana Int. Femminile-Memorial Michela Fanini

2011
- Campeonato de Italia en Ruta
- Campeonato de Italia Contrarreloj

2012
- Gran Premio El Salvador
- 1 etapa de la Vuelta El Salvador
- GP della Liberazione
- 1 etapa del Giro del Trentino Alto Adige-Südtirol

2013
- Gran Premio de Oriente
- Vuelta El Salvador, más 3 etapas

## Resultados en Grandes Vueltas y Campeonatos del Mundo
Durante su carrera deportiva ha conseguido los siguientes puestos en las Grandes Vueltas femeninas y en los Campeonatos del Mundo en carretera:
| Carrera              | 2002 | 2003 | 2004 | 2005 | 2006 | 2007 | 2008 | 2009 | 2010 | 2011 | 2012 | 2013 |
| -------------------- | ---- | ---- | ---- | ---- | ---- | ---- | ---- | ---- | ---- | ---- | ---- | ---- |
| Giro de Italia       | -    | -    | -    | -    | -    | 14.ª | 20.ª | Ab.  | 46.ª | 36.ª | 17.ª | -    |
| Tour de l'Aude       | -    | -    | -    | -    | -    | 50.ª | 14.ª | -    | -    | X    | X    | X    |
| Grande Boucle        | -    | -    | -    | -    | -    | -    | -    | -    | X    | X    | X    | X    |
| Mundial en Ruta      | -    | -    | -    | -    | 4ª   | 4ª   | 37ª  | 3ª   | 22ª  | 63.ª | 74.ª | Ab.  |
| Mundial Contrarreloj | -    | -    | -    | -    | -    | -    | -    | 2.ª  | 12.ª | 18.ª | 6.ª  | -    |

-: no participa

Ab: abandono

X: ediciones no celebradas

## Equipos
- Acca Due O Pasta Zara Lorena Camiche (2002-2003)
- Safi-Pasta Zara-Manhattan (2004)
- Bigla (2005-2009)
  - Bigla (2005)
  - Bigla Cycling Team (2006-2009)
- Team HTC-Columbia Women (2010)
- Garmin-Cervélo (2011)
- BePink (2012-2014)
  - BePink (2012-2013)
  - Astana-BePink (2014)[5]